# Кінгстон (округ Джуно, Вісконсин)
Кінгстон (англ. Kingston) — місто (англ. town) в США, в окрузі Джуно штату Вісконсин. Населення — 57 осіб (2020).

## Демографія
Згідно з переписом 2010 року, у місті мешкала 91 особа в 43 домогосподарствах у складі 22 родин. Було 58 помешкань
Расовий склад населення:
| - 100,0 % — білих |

До двох чи більше рас належало 0,0 %. Частка іспаномовних становила 0,0 % від усіх жителів.
За віковим діапазоном населення розподілялося таким чином: 22,0 % — особи молодші 18 років, 60,4 % — особи у віці 18—64 років, 17,6 % — особи у віці 65 років та старші. Медіана віку мешканця становила 45,5 року. На 100 осіб жіночої статі у місті припадало 116,7 чоловіків;  на 100 жінок у віці від 18 років та старших — 121,9 чоловіків також старших 18 років.
Середній дохід на одне домашнє господарство  становив 45 663 долари США (медіана — 43 125), а середній дохід на одну сім'ю — 61 344 долари (медіана — 62 500). Медіана доходів становила 41 250 доларів для чоловіків та 36 250 доларів для жінок. За межею бідності перебувало 15,9 % осіб, у тому числі 83,3 % дітей у віці до 18 років та 0,0 % осіб у віці 65 років та старших.
Цивільне працевлаштоване населення становило 29 осіб. Основні галузі зайнятості: роздрібна торгівля — 51,7 %, сільське господарство, лісництво, риболовля — 20,7 %, освіта, охорона здоров'я та соціальна допомога — 13,8 %.